# Richard Baumann (Skeletonpilot)
Richard Baumann ist ein ehemaliger deutscher Skeletonfahrer.
Richard Baumann war einer der erfolgreichsten deutschen Skeletonpiloten in der zweiten Hälfte der 1980er Jahre und den ersten 1990er Jahren. Höhepunkt seiner Karriere war der Gewinn des Deutschen Meistertitels des Jahres 1992. In den Jahren 1987, 1988 und 1990 war Baumann Vizemeister, zudem 1991 Drittplatzierter. Er startete im Skeleton-Weltcup und konnte sich auch dort mehrfach in den Punkterängen, darunter in den Top Ten, platzieren. Bei der Weltmeisterschaft 1989 in St. Moritz belegte er den siebten, 1991 in Igls den achten Rang.